# هرجایی (مجموعه تلویزیونی)
هرجایی (به ترکی استانبولی: Hercai) مجموعهٔ تلویزیونی در ژانر درام و عاشقانه ساخت ترکیه است بر پایه رمان هرجایی اثر سمیه ایزل با بازی آکین آکینوزو، ابرو شاهین، آیدا آکسل، سرهات توتوملوئر، اویا اونوستاشی، ایلای ارکوک، احمد تانسو تاشانلار می‌باشد. این مجموعهٔ تلویزیونی شامل ۳ فصل است، اولین قسمت آن در تاریخ ۱۵ مارس ۲۰۱۹ و آخرین قسمت آن در ۲۵ آوریل ۲۰۲۱ از شبکهٔ آ تی‌وی پخش شد و پس از ۶۹ قسمت پایان‌یافت. شبکهٔ آ تی‌وی امتیاز پخش این مجموعه را در بازارهای بین‌المللی مختلف، از جمله به بیشتر کشورهای آمریکای لاتین و ایالات متحده از طریق شبکه تلموندو، که در ۲۲ ژوئن ۲۰۲۱ برای اولین‌بار پخش شد، فروخته است.

## خلاصهٔ داستان
داستان در ماردین، شهر میدیات بین دو خانواده قدرتمند این شهر، اصلان‌بی و شاداوغلو اتفاق می‌افتد. میران اصلان‌بی (آکین آکینوزو) که از کودکی با فکر انتقام مرگ والدین‌اش بزرگ شده‌است و مادربزرگش عزیزه (آیدا آکسل) از کودکی به او القا می‌کرد که هازار پسر طایفه شادوغلو مقصر مرگ آنهاست. میران تصمیم می‌گیرد با ریان شاداوغلو (ابرو شاهین)، دختر خانواده‌ای که آن‌ها را مسئول مرگ پدر و مادرش می داند، ازدواج کند. اما پس از مدتی همه چیز عوض می‌شود و میران متوجه می‌شود برخلاف انتظارش به ریان علاقمند شده‌است. میران ابتدا به‌عنوان تاجری وارد شهر می‌شود و مراوداتش را با خانوادهٔ شاداوغلو بیشتر می‌کند و در نهایت نوهٔ نصوح شاداوغلو (ریّان) را خواستگاری می‌کند...

## بازیگران و شخصیت‌ها
| بازیگر              | شخصیت                              | قسمت‌ها     |
| ------------------- | ---------------------------------- | ---------- |
| آکین آکینوزو        | میران اصلان‌بی/شاداوغلو             | ۱-۶۹       |
| ابرو شاهین          | ریان اصلان‌بی/شاداوغلو              | ۱-۶۹       |
| آیدا آکسل           | عزیزه اصلان‌بی/عایشه دربنت/شاداوغلو | ۱-۶۹       |
| مجید سونکان         | نصوح شاداوغلو                      | ۱-۶۹       |
| سرهات توتوملوئر     | هازار شاداوغلو                     | ۱-۶۵       |
| سردار اوزر          | جهان شاداوغلو                      | ۱-۶۹       |
| ایلای ارکوک         | یارن شاداوغلو/باکیرجی اوغلو        | ۱-۶۹       |
| گلچین حاتیحان       | هاندان شاداوغلو                    | ۱-۶۹       |
| فریده چتین          | زهرا شاداوغلو                      | ۱-۲۹/۴۲-۶۹ |
| جاهد گوک            | فیرات دمیرآلپ/اصلان‌بی              | ۱-۶۹       |
| گونش حیات           | اسما دمیرآلپ                       | ۱-۶۹       |
| امرالاه امی         | محمود                              | ۱-۶۹       |
| اویا اونوستاسی      | گونول اصلان‌بی/شاداوغلو             | ۱-۶۲       |
| دویگو یتیش          | الیف اصلان‌بی/شاداوغلو              | ۱-۳۸       |
| احمد تانسو تاشانلار | آزاد شاداوغلو                      | ۱-۶۲       |
| ابرار الیا دمیربیلک | گول شاداوغلو                       | ۱-۵۰       |
| دوغان بایراکتار     | اصلان اصلان‌بی                      | ۳۹-۴۹      |
| گلچین سانتیرجی‌اوغلو | سلطان اصلان‌بی                      | ۱-۵۱       |
| اسلی سامات          | ملکه آشتوتان                       | ۱-۶۴       |
| احمد کایاکسن        | هارون باکیرجی‌اوغلو                 | ۲۶-۵۶      |
| عایشه گل گونای      | فوسون اصلان‌بی/باکیرجی‌اوغلو         | ۴۷-۶۸      |
| سرا کوتلوبی         | آزرا (گونِش) باکیرجی‌اوغلو           | ۵۶-۶۸      |
| آیسون مِتینر         | دل‌شاه اصلان‌بی                      | ۵۴-۶۵      |
| انسی شن             | نگار                               | ۱-۲۹       |
| گوون هوکنا          | شکران                              | ۲۴-۶۴      |
| باریش یالچین        | محفوظ                              | ۳۹-۶۹      |
| رانا کابار          | گابریل                             | ۲۳-۲۹      |

## پخش تلویزیونی

### ایران
این مجموعهٔ تلویزیونی با نام تردید از شبکه جم سریز ساعت ۲۲:۰۰ و جم سریز پلاس ساعت ۲۳:۰۰ پخش شد.

## پخش بین‌المللی
| کشور              | شبکه                  | عنوان محلی       | سریال برتر        | Timeslot                        | قسمت‌ها |
| ----------------- | --------------------- | ---------------- | ----------------- | ------------------------------- | ------ |
| سومالی            | MCTV                  | Ubax             | ۲۱ ژوئن ۲۰۱۹      | ساعت ۲۰                         | TBA    |
| صربستان           | تلویزیون صورتی        | Немогућа љубав   | ۲۳ دسامبر ۲۰۱۹    | ساعت ۲۰                         | TBA    |
| ازبکستان          | تلویزیون Sevimli محله | بکارور           | ۸ اوت ۲۰۱۹        | ۲۰:۳۰                           | TBA    |
| شیلی              | TVN                   | هرکای            | ۸ دسامبر ۲۰۱۹     | یکشنبه تا پنجشنبه ۲۲: ۴۰–۲۳: ۴۰ | TBA    |
| اسپانیا           | نوا                   | هرکای            | ۲۰۱۹              |                                 | TBA    |
| کرواسی            | تلویزیون نوا          | Ljubav osvetnika | ۶ ژانویه سال ۲۰۲۰ | ۱۸:۲۰                           | TBA    |
| اوکراین           | ۱ + ۱                 | Вітряне кохання  | ۳ آوریل ۲۰۲۰      | ۲۰:۳۰                           | TBA    |
| امارات متحده عربی | تلویزیون دبی          | زهرة الثالوث     | ۱۰ مارس ۲۰۲۰      | ۱۶:۳۰                           | TBA    |
| ایران             | جم گروپ               | تردید            |                   | ۲۱:۰۰                           | ۲۵۰    |
| آرژانتین          | تلفن                  | هرکای            | ژانویه، ۲۰۲۰      | ۱۷:۵۰                           | TBA    |
| افغانستان         | طلوع                  | ریحان            |                   | ۲۱:۰۰                           | TBA    |
| هه‌ریمی کوردستان   | kurdmax               | په‌یمان شکین      |                   | ۲۰:۰۰                           | TBA    |

## توضیحات
1. ↑  عنوان اصلی این مجموعۀ تلویزیونی Hercai است که "herjai" تلفظ می شود. این کلمه ریشه فارسی دارد و در ترکی به معنای بی‌وفا و عهد شکن است یعنی "کسی که نمی‌داند چگونه به قول خود عمل کند و به عهد خود عمل کند." این مجموعۀ تلویزیونی با عنوان تردید از شبکه جم تی‌وی پخش شد.